# 카라비가
카라비가(Karabiga) 또는 카라부가(Karabuga)는 터키 마르마라 지방 차나칼레 주 비가 구에 있는 타운이다. 카라비가 만으로 알려진 동쪽을 향한 작은 만에 있는 비가 강 어귀에 위치하고 있다. 고대의 이름은 프리아포스(현대 그리스어: Πρίαπος)였고, 로마 제국 시대에는 알리(Ali)였다.

## 역사
스트라보는 이 지역이 좋은 와인이 생산되는 지역이며, 프리아포스 신이 그 고대의 이름을 지었다고 언급하고 있다. 투키디데스는 해군기지였다고 언급하고 있다. 기원전 334년, 이 마을은 알렉산더 대왕에 의해 그라니코스 전투 이전에 포위를 당했다.
동로마 제국의 치하에서 이 마을은 페가이(Pegae)로 알려졌으며, 비잔틴 요새가 있는 지역이다.
제1차 세계 대전에서는 연합군이 점령을 하였고, 아흐메트 안자부르가 반란을 일으키며 영유권을 주장하던 지역이었다. 그는 1921년 아르나부드 라흐만과 연대한 터키 민족주의자들에 의해 카라비가 외곽에서 살해당했다.